# Little Bourke Street
Little Bourke Street is een straat in het zakendistrict van Melbourne, Australië. De straat maakt deel uit van het Hoddle Grid. Little Bourke Street loopt van Spencer Street naar Spring Street van west naar oost gezien. Het Chinatown van Melbourne bevindt zich aan Little Bourke Street, tussen de kruispunten met Swanston Street en Spring Street.
Verscheidene warenhuizen hebben ingangen aan Little Bourke Street, zoals Myer en David Jones. Op de hoek met Russell Street bevindt zich een vestiging van de National Australia Bank. Zoals gebruikelijk in een Chinatown bevinden zich veel Chinese restaurants zich aan deze straat.

## Foto's

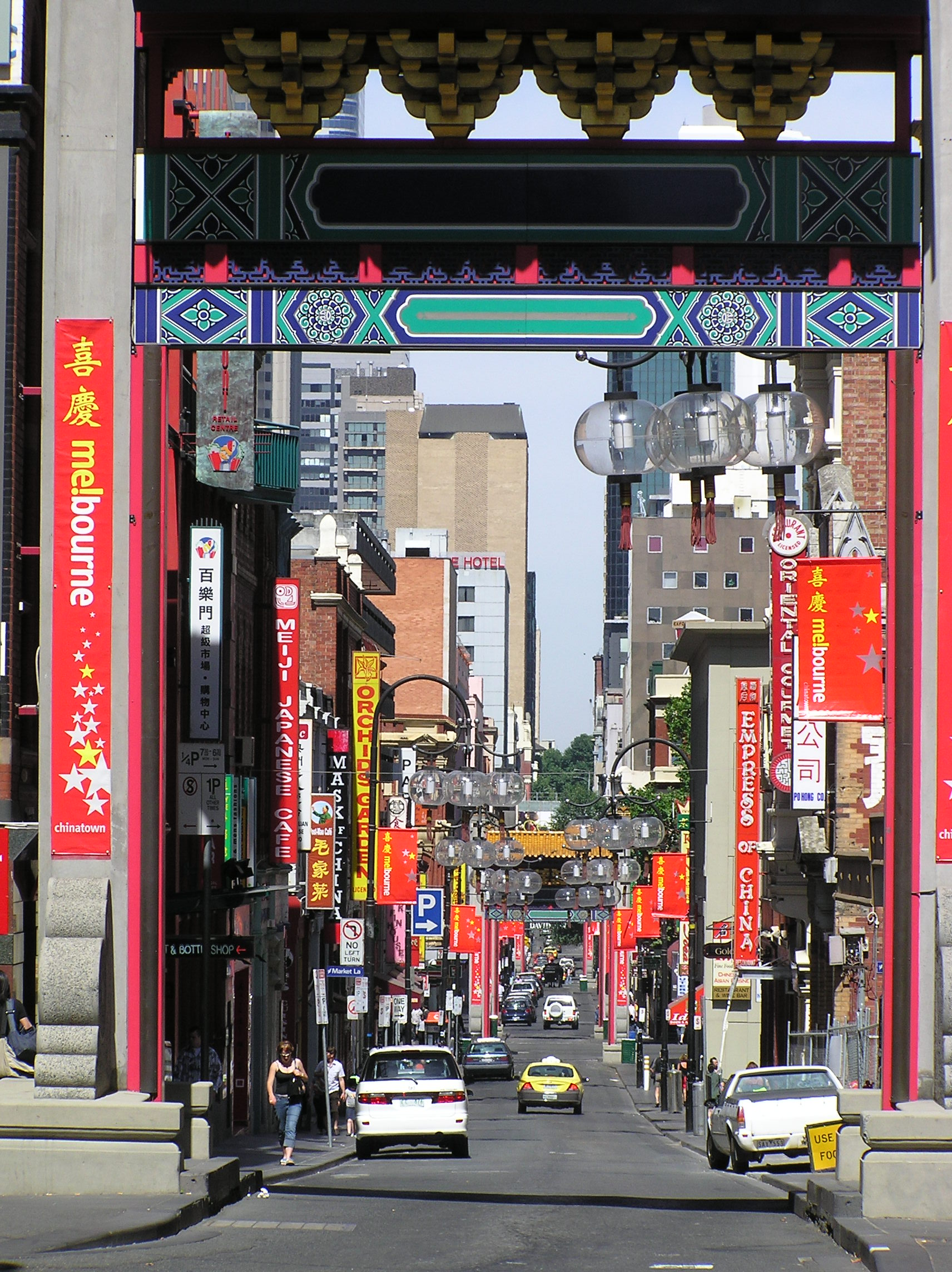
Chinatown van Melbourne.
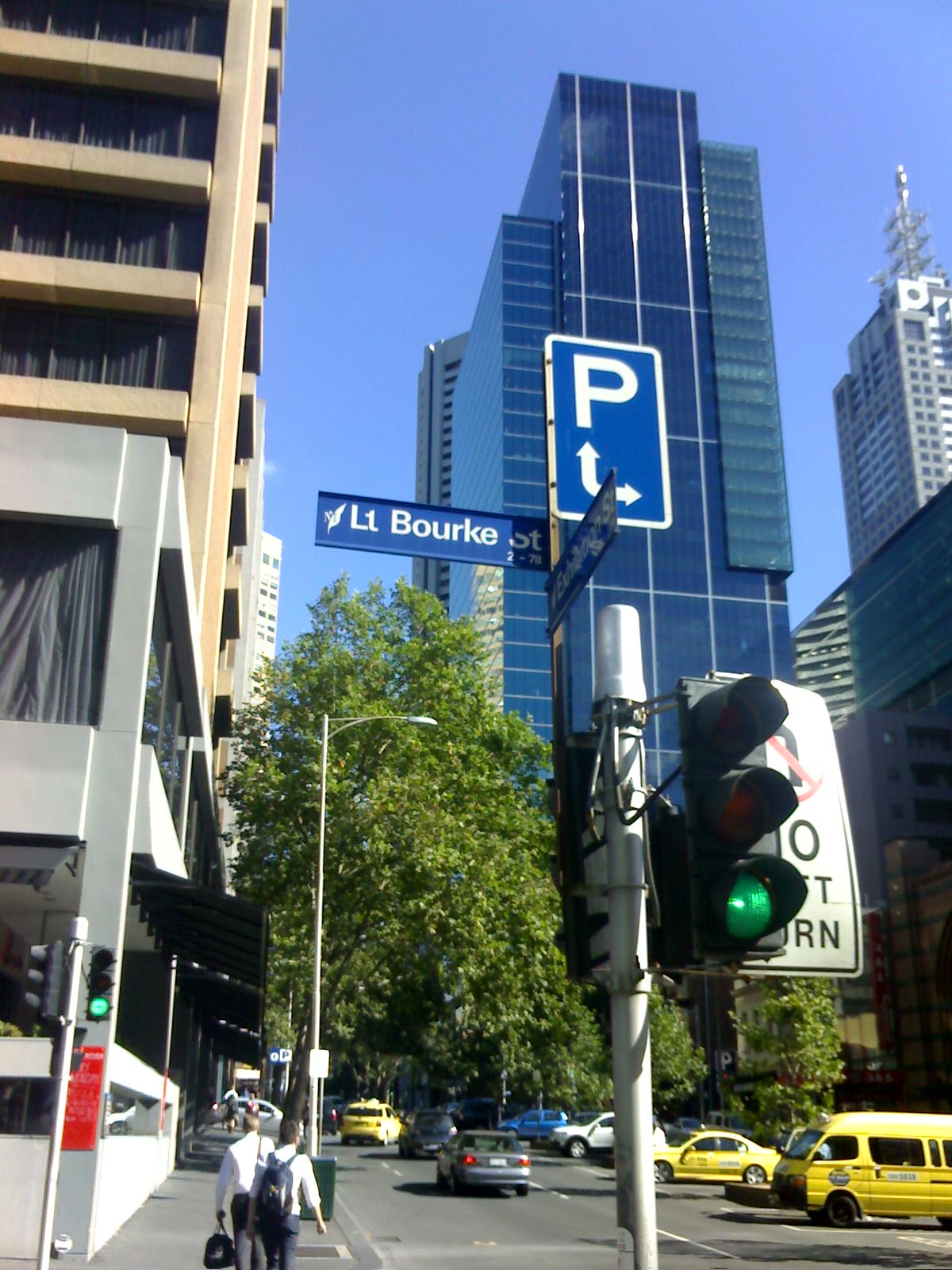
Hoek van Little Bourke Street en Exhibition Street.